# Anne Dallas Dudley
Pour les articles homonymes, voir Dudley (homonymie).
Anne Dallas Dudley, née Annie Willis Dallas le 13 novembre 1876 et morte 13 septembre 1955, est une militante américaine pour le mouvement du droit de vote des femmes aux États-Unis. Elle fonde et préside la Nashville Equal Suffrage League et monte la hiérarchie du mouvement pour présider la Tennessee Equal Suffrage Association (Association du Tennessee pour l'égalité du droit de vote), puis comme troisième vice-présidente de la National American Woman Suffrage Association, où elle a participé à l'obtention du XIXe amendement à la Constitution des États-Unis, qui donne aux femmes le droit de vote à l'échelle nationale,. 

## Hommages et distinctions
- 1995 : cérémonie d'admission au National Women's Hall of Fame[3]
- Le 26 août 2016, dans le cadre du  Women's Equality Day, un monument du sculpteur de Nashville Alan LeQuire (en) a été dévoilé au Centennial Park, avec des représentations de Sue Shelton White, Carrie Chapman Catt, Anne Dallas Dudley, Abby Crawford Milton (en) et Juno Frankie Pierce (en)[4],[5].